# Уэхара, Кодзи
Кодзи Уэхара (яп. 上原 浩治 Уэхара Ко:дзи, род. 3 апреля 1975 года) — японский профессиональный бейсболист, выступавший на позиции питчера. За свою профессиональную карьеру он выступал в «Йомиури Джайентс» из ЯПЛ и «Балтимор Ориолс», «Техас Рейнджерс», «Бостон Ред Сокс» из МЛБ. В 2013 году он стал самым ценным игроком Чемпионской серии Американской лиги, в которой «Ред Сокс» одержали победу над «Детройт Тайгерс».

## Выступления за национальную сборную
Уэхара стал выступать за национальную сборную будучи ещё в университете. Он дважды выступал на Олимпийских играх, в первой Мировой бейсбольной классике и чемпионате Азии по бейсболу. За время выступлений он одержал 12 побед и сделал 2 сэйва и ни разу не проиграл за 25 выходов на поле.
На Олимпийских играх 2004 года в Афинах он вместе с командой завоевал бронзовые медали.
В 2006 году на Мировой бейсбольной классике он одержал 2 победы. Благодаря его помощи Япония смогла одержать победу в турнире, а Уэхара стал лидером мероприятия по количеству страйкаутов — 16. На чемпионате Азии по бейсболу 2007 года он выступал на позиции клоузера.
В июле 2008 года он был выбран в состав сборной Японии для участия в летних Олимпийских играх 2008 года в Пекине. Из-за своих невнятных выступлений в то время его планировали использовать как сет-ап питчера, однако в своей первой игре против Китайского Тайбэя он вышел на позиции клоузера, отыграв сухой иннинг и не дав сделать сопернику ни одного хита. Два дня спустя он сделал свой первый сэйв на Олимпиадах, а его команда одержала победу над Канадой со счётом 1:0. После того как его команда окончила игры на четвёртом месте Уэхара отказался выступать на Мировой бейсбольной классике 2009 года.